# 贺兰师
贺兰师（?—?），鲜卑名契单大，河南郡洛阳县（今河南省洛阳市东）人，北周官员。
贺兰师是西魏北周八柱国、十二大将军之一贺兰祥的第四子，娶周明帝宇文毓将女儿嫁给了他，他在北周官至上仪同大将军、幽州（治所在今北京市）刺史、博陵郡公。

## 传記資料
- 《周書》卷二十 列传第十二
- 《北史》卷六十一 列传第四十九